# Neurotípico

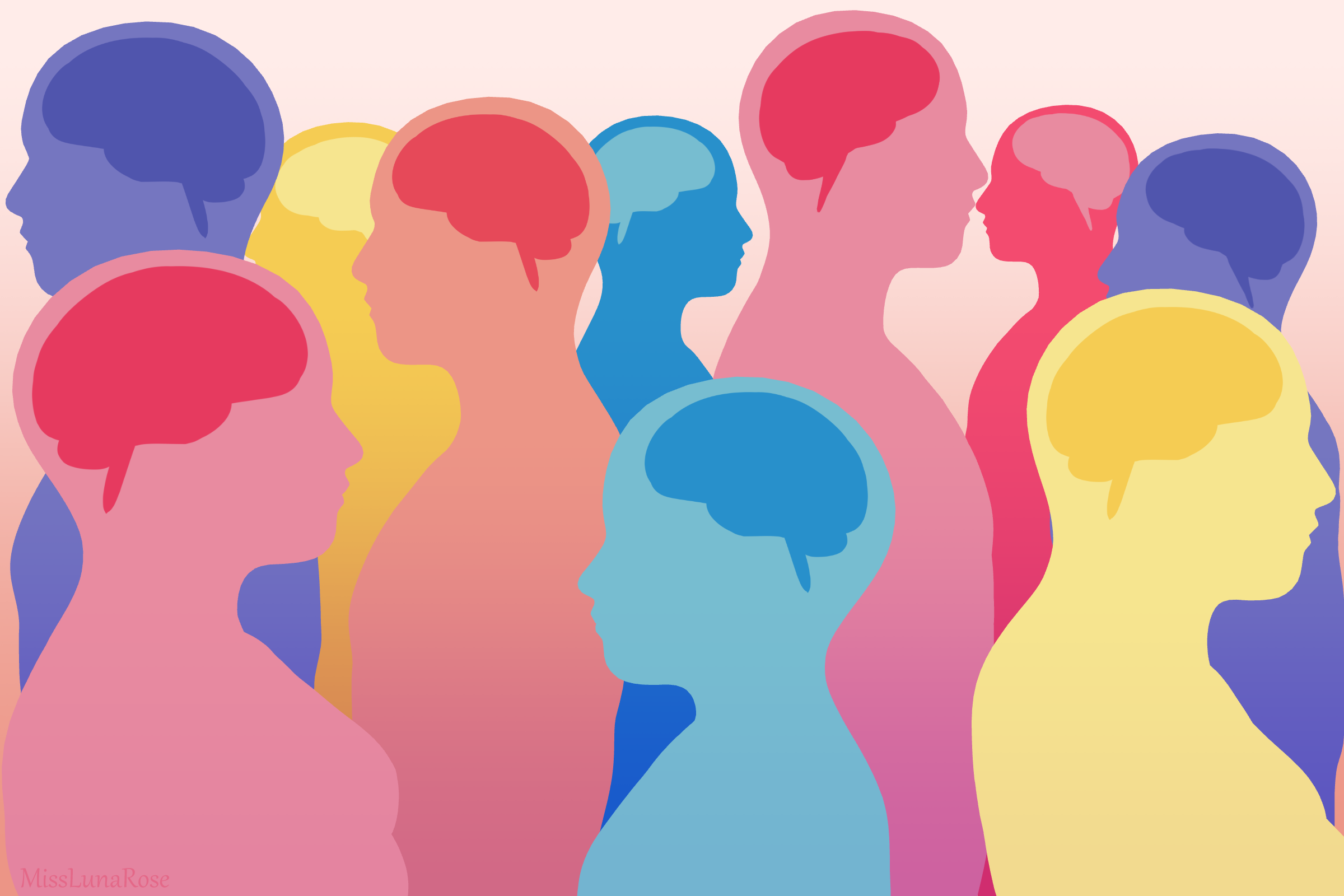
O cérebro de cada pessoa funciona de forma diferente

Neurotípico, ou neurologicamente típico (comumente abreviado para NT) é um neologismo amplamente utilizado na comunidade neurodivergente como um rótulo para pessoas que não possuem nenhuma neurodivergência. Em seu uso original, referia-se a qualquer um que não fosse autista ou "primo" com um cérebro "autista"; o termo foi posteriormente reduzido para se referir àqueles com neurologia estritamente típica, isto é, sem uma definição de distúrbio neurológico.
Em outras palavras, isso se refere a qualquer pessoa que não tenha nenhuma atipicidade no funcionamento psíquico, como autismo, transtorno de coordenação do desenvolvimento ou transtorno do déficit de atenção e hiperatividade. O termo foi posteriormente adotado tanto pelo movimento da neurodiversidade quanto pela comunidade científica.
É um conceito um tanto impreciso, visto que não é possível determinar um padrão normal de funcionamento psíquico do qual os desvios fossem considerados doenças ou transtornos mentais.
Por outro lado, é consenso entre os especialistas que todas as pessoas apresentam problemas emocionais, comportamentais, sentimentais etc., em graus e durações variáveis, não sendo isto, portanto, critério suficiente para diagnóstico de qualquer distúrbio. Daí que entram na análise alguns fatores bastantes subjetivos, como adequação ao convívio social (depende de como família, amigos, professores, colegas de escola ou de trabalho relatam a interação com o indivíduo em questão e das normas, sempre questionáveis, impostas em cada situação) e, principalmente, do sofrimento relatado pela pessoa em decorrência do problema.
Ainda assim, é um conceito útil, servindo de referência como resultado aceitável para o tratamento do paciente.